# Maamme
Maamme o Vårt land (Nostra Terra, en finès i suec respectivament) és el nom de l'himne nacional de facto de Finlàndia.

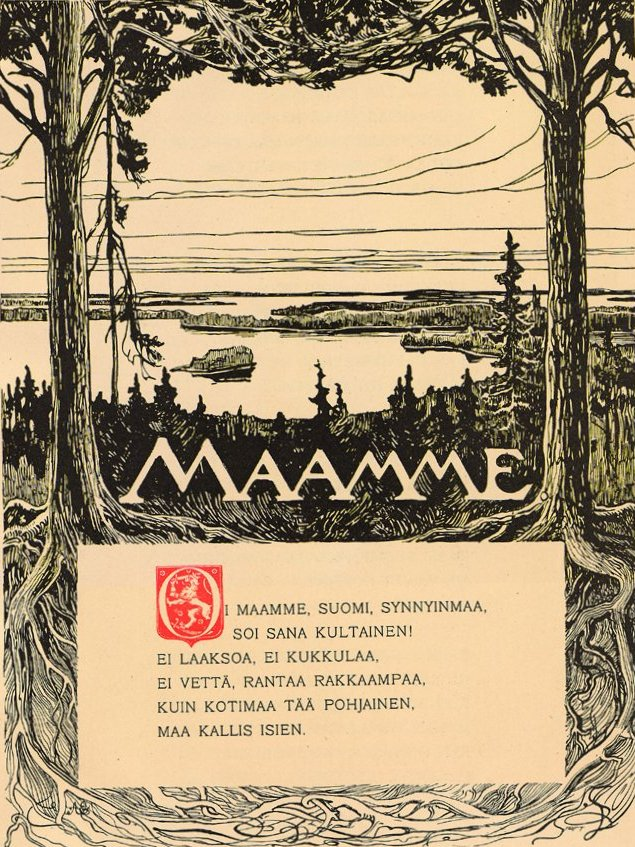
Maamme a Les Histories d'Ensign Stål

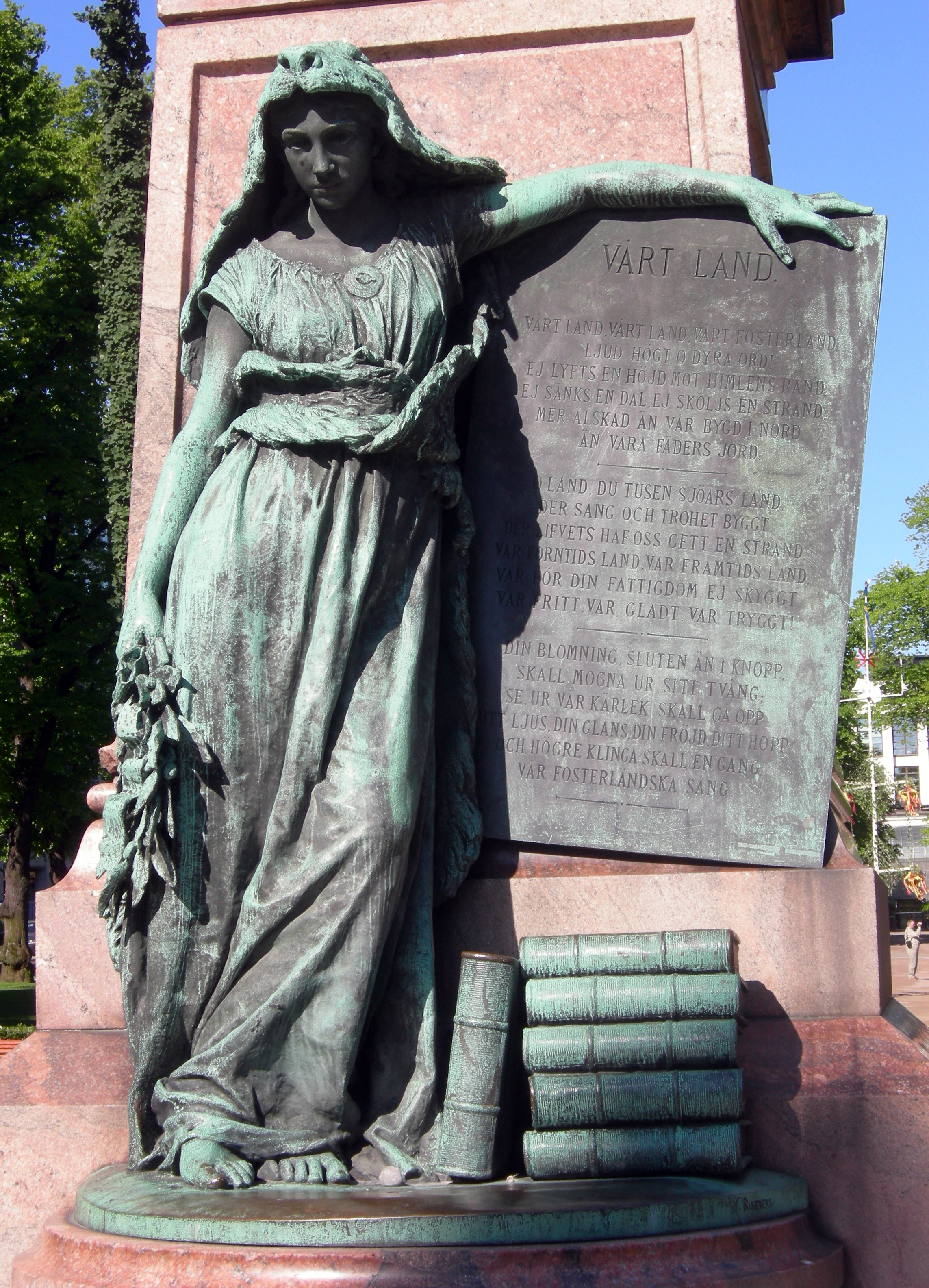
La lletra, en l'estàtua a Runeberg de Hèlsinki

La música va ser composta per l'alemany Fredrik Pacius, i la lletra (originalment en suec) pel suec-finès Johan Ludvig Runeberg. Va ser presentat per primera vegada el 13 de maig de 1848. El poema original, escrit en 1846 però no imprès fins a 1848, tenia 11 estrofes i formava part del pròleg del vers Els Relats de l'Alferes Ståhl (Fänrik Ståhls Sägner), una obra mestra del nacionalisme romàntic.
Els Relats de l'Alferes Ståhl va ser una obra molt valorada en Escandinàvia. Fins a la independència de Finlàndia, les notes de Pacius i les lletres de Runeberg eren bastant cantades en Noruega, Dinamarca i Suècia. S'ha de notar que en la versió sueca de l'himne, el text no fa referència a Finlàndia, solament a un país en el nord (o els països nòrdics en general); no obstant això en la versió finesa de l'himne, el text es refereix explícitament a Finlàndia.
Alguns finlandesos han proposat que l'himne nacional siga canviat per Finlandia de Jean Sibelius; en part perquè la música de Maamme també s'utilitza en l'himne nacional d'Estònia (Mu isamaa, mu õnn ja rõõm) amb una lletra molt similar, i en part perquè Pacius era alemany i Runeberg era suec-finès (encara que Sibelius era també suec-finès).

## Lletra
A continuació es presenten les lletres de l'himne en finès i suec: 

### Maamme
Oi maamme, Suomi, synnyinmaa!
Soi, sana kultainen!
Ei laaksoa, ei kukkulaa,
ei vettä, rantaa rakkaampaa
kuin kotimaa tää pohjoinen,
maa kallis isien.
Sun kukoistukses kuorestaan
kerrankin puhkeaa;
viel' lempemme saa nousemaan
sun toivos, riemus loistossaan,
ja kerran laulus, synnyinmaa
korkeemman kaiun saa.

### Vårt land
Vårt land, vårt land, vårt fosterland,
ljud högt, o dyra ord!
Ej lyfts en höjd mot himlens rand,
ej sänks en dal, ej sköljs en strand,
mer älskad än vår bygd i nord,
än våra fäders jord!
Din blomning, sluten än i knopp,
Skall mogna ur sitt tvång;
Se, ur vår kärlek skall gå opp
Ditt ljus, din glans, din fröjd, ditt hopp.
Och högre klinga skall en gång
Vår fosterländska sång.